# Паринтинс (микрорегион)

Паринтинс на карте.

Паринтинс (порт. Microrregião de Parintins) — микрорегион в Бразилии. входит в штат Амазонас. Составная часть мезорегиона Центр штата Амазонас. Население составляет 242 680 человек на 2010 год. Занимает площадь 107 029,8 км². Плотность населения — 2,27 чел./км².

## Демография
Согласно сведениям, собранным в ходе переписи 2010 г. Национальным институтом географии и статистики (IBGE), население микрорегиона составляет:
| Полное население                             | Полное население                             | Полное население                             | Полное население                             | 242 680 |
| -------------------------------------------- | -------------------------------------------- | -------------------------------------------- | -------------------------------------------- | ------- |
| в том числе:                                 | Городское население                          | 138 490                                      | Процент городского населения, %              | 57,07   |
|                                              | Сельское население                           | 104 190                                      | Процент сельского населения, %               | 42,93   |
|                                              | Мужское население                            | 125 874                                      | Процент мужского населения, %                | 51,87   |
|                                              | Женское население                            | 116 806                                      | Процент женского населения, %                | 48,13   |
| Плотность населения, чел/км²                 | Плотность населения, чел/км²                 | Плотность населения, чел/км²                 | Плотность населения, чел/км²                 | 2,27    |
| Население микрорегиона в % к населению штата | Население микрорегиона в % к населению штата | Население микрорегиона в % к населению штата | Население микрорегиона в % к населению штата | 6,97    |

## Состав микрорегиона
В составе микрорегиона включены следующие муниципалитеты:
1. Баррейринья
2. Боа-Виста-ду-Рамус
3. Мауэс
4. Ньямунда
5. Паринтинс
6. Сан-Себастьян-ду-Уатуман
7. Урукара